# Glochidion harveyanum
Glochidion harveyanum là một loài thực vật có hoa trong họ Diệp hạ châu. Loài này được Domin mô tả khoa học đầu tiên năm 1927.